# Henri-Frédéric Amiel
Henri-Frédéric Amiel (n. 27 septembrie 1821 - d. 11 mai 1881) a fost scriitor și filozof elvețian de limbă franceză.

## Opera
- 1849: Despre mișcarea literară a Elveției franceze și viitorul ei ("Du Mouvement littéraire dans la Suisse romande et de son avenir")
- 1849: Berlinul în primăvara anului 1848 ("Berlin au printemps de l’année")
- 1884: Fragmente dintr-un jurnal intim ("Fragments d’un journal intime")
- 1904: Scrisori din tinerețe ("Lettres de jeunesse")
- 1931: Eseuri, critică ("Essais, critiques")